# Ronaldo Schemidt
Ronaldo Schemidt, né en 1971 à Caracas, est un photographe vénézuélien.

## Biographie
Ronaldo Schemidt naît en 1971 à Caracas.
Il travaille avec l'Agence France-Presse depuis 2004. Il est basé Mexico depuis 2006.
Ronaldo Schemidt remporte le World Press Photo of the Year 2018 avec une photo montrant un manifestant, José Víctor Salazar Balza, enflammé pendant la crise au Venezuela. La photo est prise en mai 2017.